# Karipúna do Amapá
Karipúna do Amapá (Karipúna do Uaçá), indijansko pleme nepoznatog porijekla nastanjeno u području brazilske države Amapá, blizu granice za  Francuskom Gijanom u bazenu rijeke Uaçá, Amapá. Pleme danas govori kreolskim jezikom (Crioulo) a 1995. po SIL-u bilo ih je 672.  Karipuna se bave tropskom agrikulturom (manioka), uključujući i južno voće, kavu, jam, banane i šećernu trsku. Lov i ribolov značajan je za domaće potrebe. Od svojih starih običaja sačuvali su religiozni festival poznat kao "Turé", koji uključuje ples i pjesme na jeziku maruane. Za ovu grupu Karipuna misli se da su porijeklom s otoka Marajó na ušću Amazone. 

## Vanjske poveznice
- Karipuna do Amapá  Arhivirana inačica izvorne stranice od 15. rujna 2008. (Wayback Machine)